# Zsuzsanna Jánosi
Zsuzsanna Jánosi-Németh (Budapest, 19 de noviembre de 1963) es una deportista húngara que compitió en esgrima, especialista en la modalidad de florete.
Participó en tres Juegos Olímpicos de Verano entre los años 1988 y 1996, obteniendo una medalla de bronce en Seúl 1988 en la prueba por equipos. Ganó cuatro medallas en el Campeonato Mundial de Esgrima entre los años 1983 y 1994, y tres medallas en el Campeonato Europeo de Esgrima en los años 1991 y 1993.

## Palmarés internacional
| Juegos Olímpicos   | Juegos Olímpicos     | Juegos Olímpicos  | Juegos Olímpicos    |
| Año                | Lugar                | Medalla           | Prueba              |
| ------------------ | -------------------- | ----------------- | ------------------- |
| 1988               | Seúl (Corea del Sur) | Medalla de bronce | Florete por equipos |
| Campeonato Mundial |                      |                   |                     |
| Año                | Lugar                | Medalla           | Prueba              |
| 1983               | Viena (Austria)      | Medalla de bronce | Florete por equipos |
| 1985               | Barcelona (España)   | Medalla de plata  | Florete por equipos |
| 1987               | Lausana (Suiza)      | Medalla de oro    | Florete por equipos |
| 1994               | Atenas (Grecia)      | Medalla de bronce | Florete por equipos |
| Campeonato Europeo |                      |                   |                     |
| Año                | Lugar                | Medalla           | Prueba              |
| 1991               | Viena (Austria)      | Medalla de oro    | Florete individual  |
| 1991               | Viena (Austria)      | Medalla de oro    | Florete por equipos |
| 1993               | Linz (Austria)       | Medalla de plata  | Florete individual  |